# Eurico de Sousa Leão
Eurico de Sousa Leão (Engenho Laranjeiras (Vicência), 17 de fevereiro de 1889 — Rio de Janeiro, 10 de maio de 1960) foi um advogado e político brasileiro. 
Destacou-se pela atuação junto ao governo do Estado na luta contra as investidas do cangaceiro Virgulino Ferreira da Silva, vulgo Lampião.

## Biografia
Nascido em Engenho Laranjeiras, interior pernambucano, Eurico de Sousa Leão é filho de família ligada à aristocracia da Zona da Mata do estado. Formou-se advogado pela Faculdade de Direito do Rio de Janeiro, colando grau no dia 23 de dezembro de 1921. Foi chefe da Repartição Central de Polícia e deputado federal por Pernambuco.

## A carta de Lampião
Em 1926 o cangaceiro Lampião enviou uma carta ao governador de Pernambuco, Júlio de Melo, sugerindo a divisão do estado em duas partes: uma ficaria com ele e a outra com o governo. Na época, o chefe de polícia Antônio Guimarães foi o responsável por levar a notícia da atitude audaciosa ao conhecimento do governador. 
Ainda em 1926, no dia 12 de dezembro, Júlio de Melo foi substituído no governo por Estácio Coimbra, a quem caberia tomar atitude com relação à carta de Lampião. O novo governador nomeou como chefe de polícia o jovem advogado Eurico de Sousa Leão. 
Com Leão à frente da Repartição Central de Polícia, começou uma ação organizada do estado contra o cangaço. Em princípio, Leão substituiu os soldados do litoral (chamados de "pés-de-barro") por sertanejos com hábitos e resistência física semelhantes às dos cangaceiros, reorganizando o serviço policial volante.
Ele levou para a polícia sertanejos da própria região, o vale do rio Pajeú, de onde os bandidos eram originários, ampliando uma política iniciada no governo anterior. A partir de então eram homens de maior resistência, acostumados a enfrentar a caatinga e suas dificuldades, que davam combate. 
Os resultados dessa mudança de estratégia não demoraram a aparecer. Lampião logo teria no seu encalço homens como os nazarenos, naturais da cidade de Nazaré (hoje Carqueja - PE), que se tornariam seus piores inimigos.
Além dessas medidas, Leão começou a prender e processar os coiteiros, pessoas que ajudavam a encobrir os integrantes do cangaço. A ação ajudou a quebrar a condescendência e até mesmo a  cumplicidade dos poderosos chefes do interior com Lampião e seus seguidores. Por fim, promoveu convênios com os estados vizinhos para enfrentar os bandoleiros. 
Leão teve como um dos principais agentes ao seu lado o militar Teófanes Ferraz Torres, com quem divide os méritos da introdução em Pernambuco da polícia científica e da moderna administração da defesa social.
As medidas aplicadas provocaram a derrota de Lampião em menos de um ano e meio, conquistando também a opinião pública. 

## Deputado federal
Eurico de Sousa Leão elegeu-se deputado federal por Pernambuco em 1927 e 1930. Foi preso durante a Revolução de 1930, por ter ligações com o governador deposto Estácio Coimbra. Respondeu ao processo e foi absolvido. 
Participou do Movimento Constitucionalista de 1932. Nesse mesmo ano, filiou-se ao Partido Republicano Social (PRS), pelo qual se elegeu deputado federal, no pleito de 1936. Com o fim do Estado Novo, integrou a formação da União Democrática Nacional (UDN), mas dela afastou-se, juntamente com outros republicanos, para criar o Partido Republicano (PR). Nessa legenda elegeu-se constituinte e deputado federal em 1946, quando concorreu também ao Governo do Estado. 

## Referência
- Biografia política na página da ALEPE